# Erik Jansson (ciclista)
Erik Halvar Jansson (Sundborn, 17 de maio de 1907 — Uppsala, 24 de julho e 1993) foi um ciclista sueco. Competiu nos Jogos Olímpicos de Verão de 1928 em Amsterdã, onde fez parte da equipe sueca que conquistou a medalha de bronze no contrarrelógio por equipes. Os outros ciclistas da equipe foram Gösta Carlsson e Georg Johnsson.